# Craftsbury
Craftsbury – miasto w Stanach Zjednoczonych, w stanie Vermont, w hrabstwie Orleans.